# Tezaurul de la Șimleu Silvaniei-Cehei
Tezaurul de la Șimleu Silvaniei-Cehei se referă la un tezaur istoric descoperit la Cehei în 1986, tezaur datat între anii 100-80 î.Hr. și format din piese de bijuterie de origine dacică și monede emise în orașul antic Dyrrhachium din Albania actuală.

## Tezaurele descoperite lângă Șimleu Silvaniei
Mai multe tezaure au fost descoperite lângă Șimleu Silvaniei în decursul timpului. 
Primul a fost descoperit pe 3 august 1797 de către doi copii români, Petru și Simon Bocor, pe dealul Măgura, în apropiere de Șimleu Silvaniei. Era constituit din bijuterii de aur în greutate de peste 2 kilograme. Tezaurul a ajuns la Muzeul de Istorie și Artă „Kunsthistorisches” din Viena.
Al doilea tezaur a fost descoperit pe 20 aprilie 1889 de către un țăran care ara pe dealul Măgura, și constituie partea finală a primului tezaur, având circa 3 kg. Acest tezaur a ajuns la Muzeul Național Maghiar din Budapesta. În anul 1999, muzeele din Viena și Budapesta au expus întreagul tezaur în cadrul unei expoziții comune.
Al treilea tezaur, mai putin cunoscut, a fost descoperit în 1948, tot dealul Măgura, de către un elev. Tezaurul era format din brățări de argint, denari romani, o brățară de bronz, un colier de argint, fibule de bronz, arme, unelte de fier și ceramică spartă. O parte din piesele găsite au ajuns la Muzeul Național Secuiesc din Sfântu Gheorghe.
Cel de-al patrulea tezaur a fost descoperit la Cehei, localitate ce se învecinează cu Șimleul și de care aparține din punct de vedere adminstrativ, este de altă factură. A fost descoperit pe 25 aprilie 1986 de către doi copii, în timp ce cărau pământ dintr-un deal numit ”Deluț” lângă localitatea Cehei. 

## Descoperire
Tezaurul de la Cehei a fost descoperit la data de 25 aprilie 1986 de către copiii Mălin și Gigel Lazoc, în timp ce săpau în grădina casei lor din Cehei. În timp ce lucrau pământul, au scos la suprafață mai multe monede și obiecte de argint. Cercetarea arheologică a locului descoperirii a permis  recuperarea întregului tezaur din argint, cântărind 2.122 grame.

## Descriere

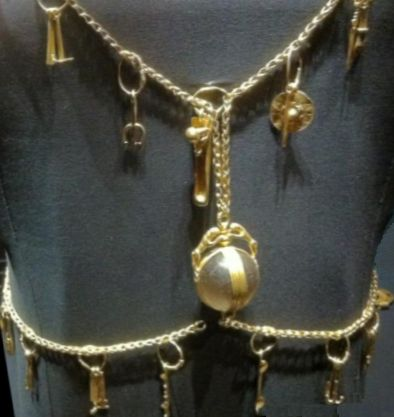
O parte din tezaurul de la Șimleu Silvaniei aflat la un muzeu din Viena

Tezaurul cuprindea trei brățări, o fibulă, un lanț și 552 monede, toate din argint. Piesele de bijuterie au fost apreciate ca fiind de origine dacică, iar monedele provin din orașul antic Dyrrhachium, din Albania actuală, ajunse  pe teritoriul actual al României în antichitate, pe calea schimburilor comerciale. Specialiștii au apreciat că perioada în care a fost datat tezaurul ar fi cuprinsă între anii 100-80 î.Hr.
Două dintre brățări, de origine cert dacică, sunt lucrate din bare rotunde de argint și cântăresc 83,74 g, respectiv 86,97 g. Au capetele aplatizate și ornamentate cu incizii în formă de ace de brad. A treia brățară, tot dacică, cântărește 72,71 g și are extremitățile modelate în formă de cap de șarpe și incizii ce imită solzii acestei reptile.
Fibula cântărește 34,41 g și a fost lucrată dintr-o singură bucată de argint.
Lanțul are greutatea de 70,57 g și lungimea de 92 cm, este lucrat din sârmă de argint împletită și pliată în forma cifrei 8.
Toate piesele sunt lucrate din argint de mare puritate (800 la mie).
Cele 546 monede găsite  sunt drahme din orașul antic Dyrrhachium, precum  și 6 imitații ale acestora. Ele includ 26 emisiuni cu numele diferiților magistrați ai acestui oraș.
Bijuteriile dacice din tezaurul de la Șimleu Silvaniei-Cehei prezintă similarități cu piesele descoperite în tezaurele de la Moigrad, Sărmășag, Marca (toate localități din județul Sălaj), Cojocna, Mediaș, Poșaga, Sărăcsău (Transilvania) și Coada Malului, Poiana, Vedea și Herăstrău (spațiul extracarpatic).
Unii arheologi la Muzeul Județean de Istorie și Artă Zalău cred că o parte din piesele tezaurelor de la Simleu Silvaniei sunt de origine gepidică.